# Centro de Escultura de Candás Museo Antón
El Centro de Escultura de Candás Museo Antón es un museo situado en la localidad asturiana de Candás, concejo de Carreño. El museo está dedicado a la figura de Antonio Rodríguez García "Antón". Fue inaugurado el 13 de julio de 1989.

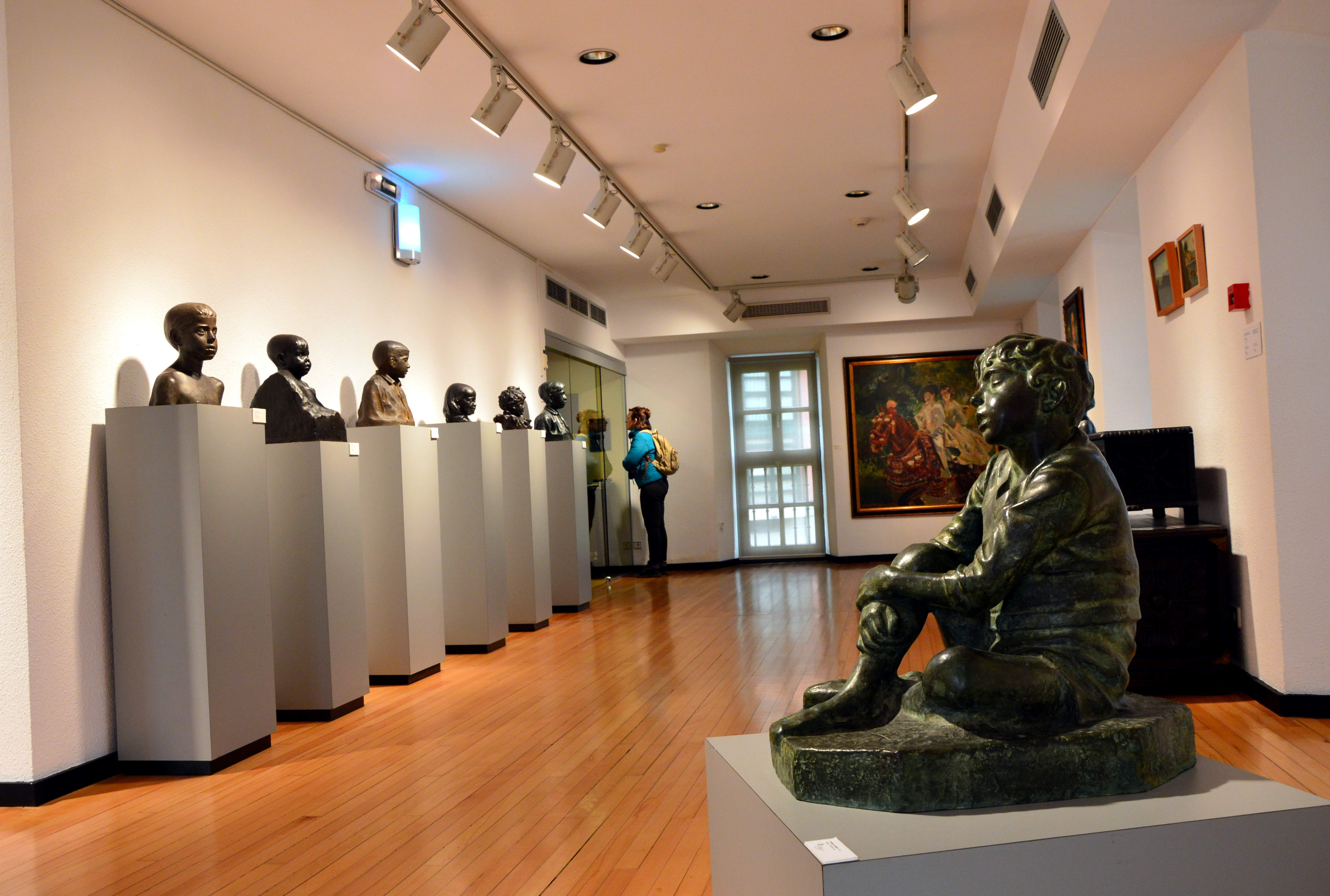
Sala del Centro de Escultura de Candás dedicada a la obra de Antonio Rodríguez García, "Antón" (2018).

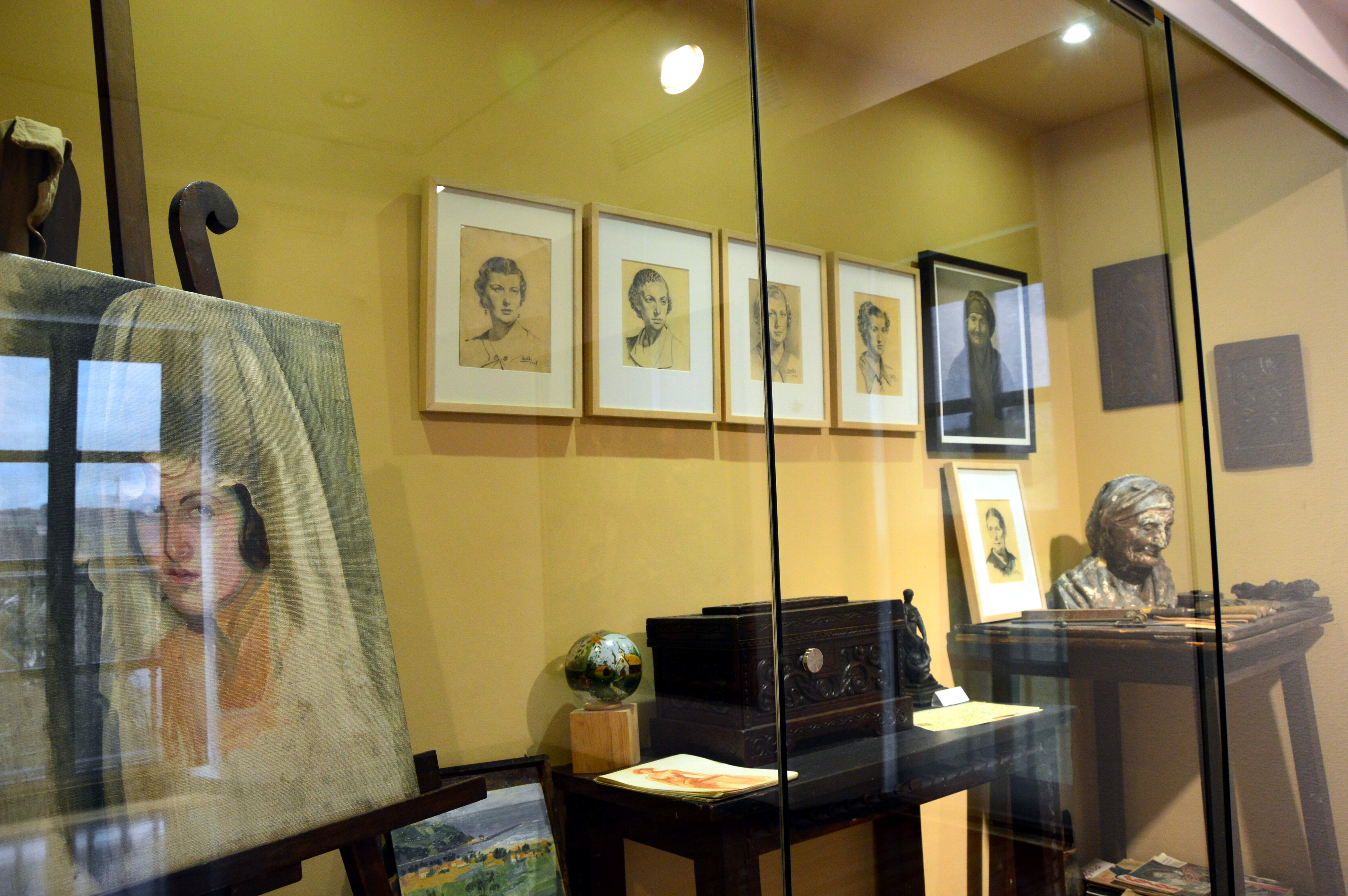
Detalle de vitrina en el Centro de Escultura de Candás con obras de Antonio Rodríguez García, "Antón" (2018).

## Edificio
El edificio en el que está instalado el museo es la casa-palacio de los Estrada-Nora (siglo XVIII). Consta de planta baja, en donde está ubicado el almacén y tres salas para exposiciones temporales, primera planta, donde está el espacio dedicado a la exposición de las obras de Antón, y segunda planta, que alberga la biblioteca y salas polivalentes.

## Exposición
Las obras del museo están relacionadas con las colecciones, documentación y estudio de la escultura de este artista candasino. Sus fondos provienen en su mayoría de la donación de la obra por parte de sus familiares y herederos. La obra expuesta de Antón comprende las creaciones de los años 1928 y 1936 y se pueden destacar las obras: «Mi Güela», «La Seña Isabel», «Rapacina», «Antroxu» o «Fin de Romería».
El fondo del museo lo componen 350 obras. El Museo concede anualmente una beca con una dotación de 6000 euros; en 2011 la ganadora de la misma fue la fotógrafa Cristina Ferrández.